# Ainerigone saitoi
Genre
Espèce
Synonymes
- Walckenaeria saitoi Ono, 1991

Ainerigone saitoi, unique représentant du genre Ainerigone, est une espèce d'araignées aranéomorphes de la famille des Linyphiidae.

## Distribution
Cette espèce se rencontre au Japon à Hokkaidō et en Russie à Sakhaline et aux Kouriles,.

## Description
Les mâles mesurent de 1,61 à 1,75 mm et les femelles de 1,59 à 2,05 mm.

## Étymologie
Cette espèce est nommée en l'honneur de Hiroshi Saito.

## Publications originales
- Ono, Kumada, Sadamoto & Shinkai, 1991 : Spiders from the northernmost areas of Hokkaido, Japan. Memoirs of the National Science Museum, Tokyo, vol. 24, p. 81-103.
- Eskov, 1993 : Several new linyphiid spider genera (Araneida Linyphiidae) from the Russian Far East. Arthropoda Selecta, vol. 2, no 3, p. 43-60 (texte intégral).